# Cephaloscyllium variegatum
Cephaloscyllium variegatum  (лат.) — малоизученный редкий вид рода головастых акул семейства кошачьих акул (Scyliorhinidae). Эндемик восточного побережья Австралии. Максимальный размер 74 см. Размножается, откладывая яйца. Способен накачиваться воду в желудок и раздуваться, подобно прочим головастым акулам.

## Таксономия
В 1994 году ведущие исследователи CSIRO Питер Ласт и Джон Стивенс признали существование в водах Австралии пяти ранее неописанных видов головастых акул. Дальнейшие исследования показали, что виды, ранее называемые Cephaloscyllium «sp.B» и Cephaloscyllium «sp.С» могут представлять собой биологическую вариацию единственного вида, который был описан в статье CSIRO Питера Ласта и Уильяма Уайта в 2008 году. Видовой эпитет variegatum происходит от слова лат. variis — «разнообразный» и ссылается на разнообразную окраску внутри вида. Типовой экземпляр представлял собой взрослого самца длиной 68 см, пойманного у берегов Ньюкасла (Новый Южный Уэльс).

## Ареал
Cephaloscyllium variegatum обитает у восточного побережья Австралии от Квинсленда до Tathra в Новой Южном Уэльсе и, вероятно, Брисбена. Это донный вид акул, населяющий внешний континентальный шельф и верхний континентальный склон на глубине 115—605 м.

## Описание
Максимальная длина — 74 см. У этой акулы крепкое тело с короткой, широкой и сильно приплюснутой головой. Морда широкая и закруглённая. Ноздри обрамлены кожными лоскутами, которые не доходят до рта. Щелеобразные глаза расположены высоко на голове. Во рту имеются 68—82 верхних и 68—80 нижних зубных рядов. Крошечные зубы имеют одно центральное длинное остриё и два латеральных. Борозды по углам рта отсутствуют. Четвёртая и пятая жаберные щели расположены над грудными плавниками и короче первых трёх.
Первый спинной плавник имеет почти треугольную форму, его основание лежит за серединой основания брюшных плавников. Он существенно больше второго, основание которого расположено за основанием анального плавника. Грудные плавники крупные и широкие. Анальный плавник крупнее второго спинного плавника. Брюшные плавники маленькие, у самцов имеются вытянутые короткие птеригоподии. Хвостовой плавник имеет хорошо развитую нижнюю лопасть и глубокую вентральную выемку у кончика верхней лопасти. Тело покрыто крошечными плакоидными чешуйками стреловидной формы с центральным гребнем.
Окрас сероватый или коричневатый, на спине имеются 11 тёмных седловидных пятен, по бокам отметины отсутствуют. У особей, обитающих в тропических водах, пятна более отчётливые, тогда как у особей из умеренных вод пятна бледнее. Брюхо ровного светлого оттенка, иногда с несколькими тёмными отметинами. Неполовозрелые особи окрашены бледнее, их кожа покрыта множеством коричневых пятнышек.

## Биология
Подобно прочим головастым акулам Cephaloscyllium variegatum способны накачиваться водой или воздухом, будучи вытащенными из воды, и раздуваться в случае опасности; таким способом они расклиниваются в щелях, не позволяя себя схватить, и даже отпугивают хищника. Этот вид размножается, откладывая яйца, заключённые в толстую округлую капсулу с вытянутыми рогами по углам, оканчивающимися спиралевидными усиками. Наименьший известный живой экземпляр имел в длину 17 см. У самцов половая зрелость наступает при длине 55—60 см.